# Slem

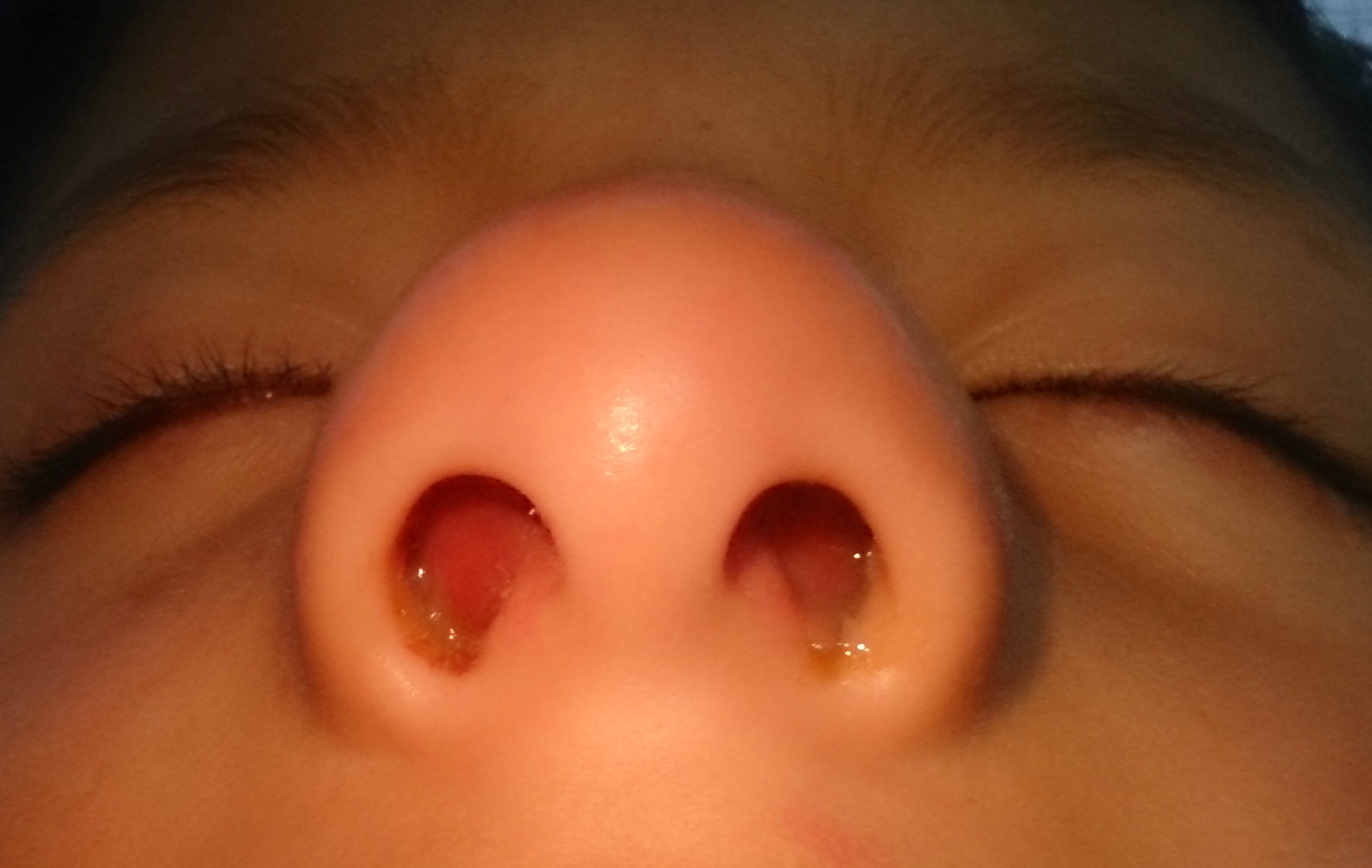
Människans luftvägar omges av slemhinnor. Slemmet hindrar främmande partiklar från att nå lungorna.

Slem eller mukus är en typ av kroppsvätska eller vätska hos levande organismer. Hos djur fungerar den som ett smörj-, glidmedel och skydd (bland annat mot främmande partiklar), hos växter ibland som skydd mot insektsangrepp. Ett organ eller en vätska som kännetecknas av mycket mukus benämns ofta mukös. Slem i näsan kallas ibland snor.

## Funktion

### Hos djur
Slemmet hos djur (inklusive människor) består av glykoproteiner (muciner) och vatten. Det kan bildas i särskilda, encelliga slemkörtlar i huden eller tarmen hos fiskar. Det kan även produceras i flercelliga körtlar, som i manteldjurens endostyl och hudkörtlarna hos groddjur. Hos ryggradsdjur produceras slem i delar av spottkörtlarna.
En av funktionerna hos slem är att fånga främmande föremål innan de når en känslig del av kroppen, till exempel i näsa och hals. Slem är smetigt och trögflytande, och genom att de täcker slemhinnorna i kroppen skyddas dessa mot uttorkning. Slemmet skyddar även mot mekanisk nötning, farliga kemikalier, och mikroorganismer. Slickandet på ett sår stimulerar, via slemmet i saliven, de vita blodkropparna till ett bättre försvar mot fientliga mikroorganismer.
I matstrupen fungerar slemmet som glidmedel för att lättare transportera födan och samtidigt skydda strupen (genom minskad friktion). Slemmet på slemhinnan i magsäcken ger skydd mot saltsyra och enzymer som är aktiva under matsmältningen. En liknande funktion har slemmet i tarmslemhinnan; där hindrar den också att bakterier tar sig vidare in i kroppen.
Luftvägarna omges av slemhinnor. De ständigt aktiva flimmerhåren transporterar slemmet genom luftvägarna och upp i svalget. Slemmet fångar där in dammpartiklar och mikroorganismer som andats in, och de förhindras från att nå lungorna. Ökad slemproduktion kan förorsakas av luftföroreningar eller luftvägsinfektioner.
Slemmet har även en funktion i fortplantningsapparaten. Bland annat hjälper de äggets färd genom äggledaren. Slemmet i livmoderhalsen (se slempropp) förhindrar att partiklar, organismer och ämnen tränger in utifrån. Vid ägglossningen förändras slemmet, så att spermier släpps genom. Under ett samlag fungerar slem även som ett naturligt glidmedel (se lubrikation).

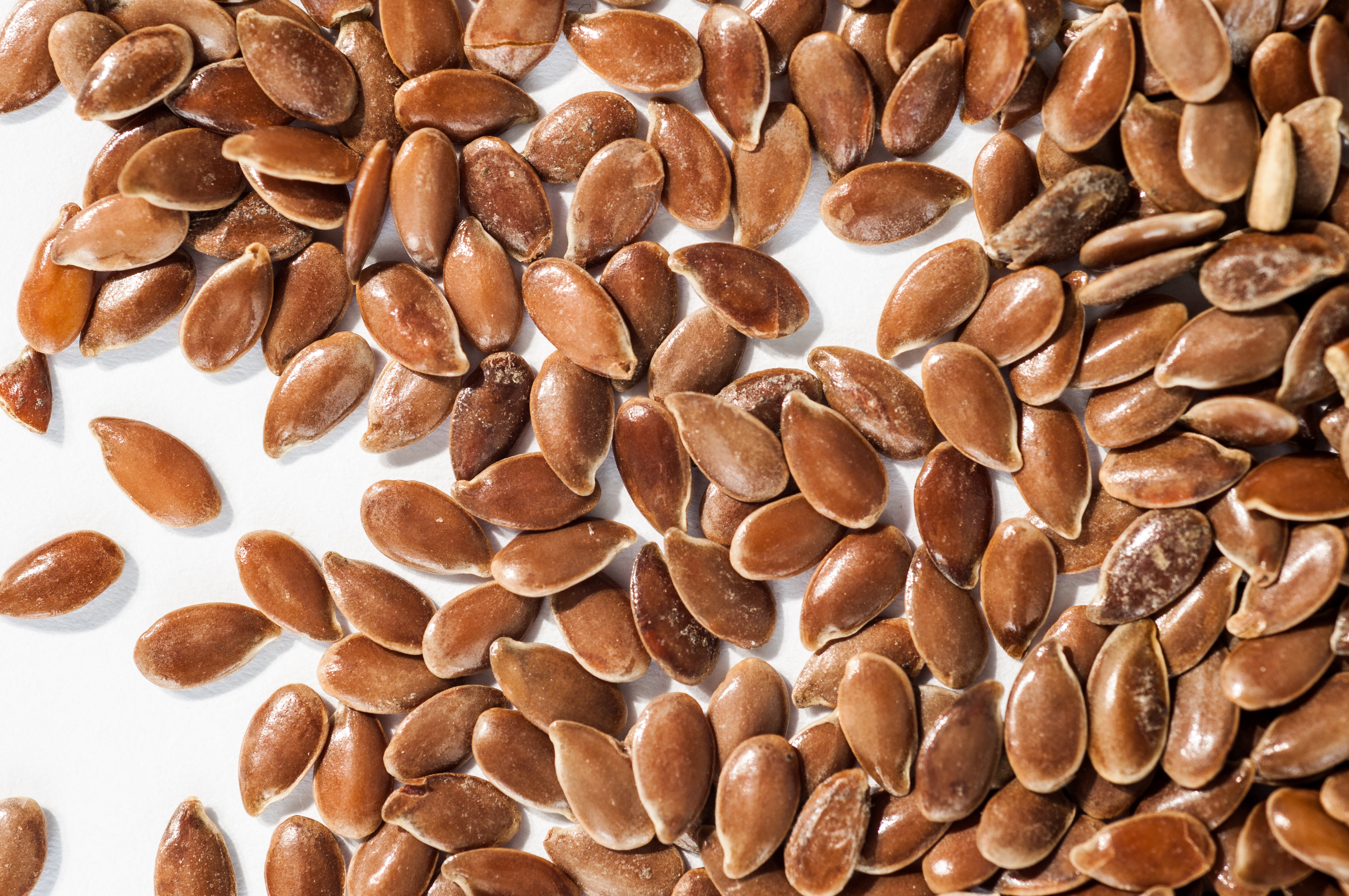
Blötlagda linfrön producerar ett segt slem som kan fungera som bindemedel i mat.

### Hos växter
Växternas slem består av polysackarider. Det kan lagras inuti vakuoler i särskilda slemceller, exempelvis hos tussilago, alternativt i slemkanaler (intercellularer). Hos bland annat insektsätande växter avges slemmet till bladytan. Slemmet fungerar ofta som ett skydd mot angrepp från insekter.
Hos växter utgörs slem av polysackarider och kan lagras i vakuoler i speciella slemceller (till exempel hos hästhov) och i intercellularer (slemkanaler) eller avges till bladytan genom slemkörtlar, som hos många insektsätande växter. I många fall kan slemmet anses vara ett skydd mot insektsangrepp.
Vid blötläggning av vissa frön – exempelvis linfrön, loppfrön och chiafrön – produceras stora mängder slem. Det kan användas i matlagning som bindemedel i olika maträtter och kan användas som ersättning för ägg; genom att slemmet är en polysackarid och inget protein ger det dock inte samma expansion som med ägg. Linfröslem har historiskt även använts i medicinska omslag.

## Historisk och annan betydelse
Enligt antikens humoralpatologi är slem (grekiska: phlegma) en av de fyra hippokratiska kroppsvätskorna; de övriga var blod, svart galla och gul galla. Efter grekiskans ord phlegma gavs namn åt temperamentet flegmatism.
Slem har i vardagsspråket ofta betydelsen av något negativt och kladdigt ("slemmigt"). Den betydelsen kan möjligen ha kopplingar till det vardagliga och något äldre adjektivet med samma stavning och uttal. Detta ord har funnits i svenska språket sedan fornsvensk tid, i fornsvenskan i varianten slember. Det härrör från lågtyskans slim ('sned', 'dålig') av osäkert ursprung. Jämför även slajm och det motsvarande engelska ordet slime.